# إريك بانا
إريك بانا دينوفيتش (بالإنجليزية: Eric Bana)‏ (9 أغسطس 1967 ملبورن) هو ممثل أسترالي ولد بانا في ملبورن أستراليا وقرر أن يصبح ممثلا بعد مشاهدته لفيلم ماكس المجنون عام 1979. بدأ حياته المهنية بأدوار في أفلام كوميديا وتمثيليات. ظهر بفيلم اسمه الجزار عام 2000. لفت بانا الذي مثل دورا في أفلام ومسلسلات تليفزيونية عقب هذا الفيم انتباة هوليوود ونورم (الحوت) جيبسون في سقوط الصقر الأسود عام 2001 ودور بورج بانا في هالك عام 2003. فاز اللاعب بجوائز أثناء ادائه لأعمال باسم كاساب (جزار) التي تكون واحدة من الأفلام السنيمائية والتليفزيونية الأكثر شهرة في أستراليا (قارة) ونول فرونتال (امامى الكامل) ووالدى ورومولوس. عرض الممثل الاسترالى الذي يمثل سواء في أفلام استديو ذات تكلفه عالية أو أفلام مستقلة ذات تكلفة منخفضة عرض اداءه في أفلامه الكوميديا، الرومانسية (فن) وخيال علمي والعملى. أعمال بانا الأكثر أهمية تكون سقوط الصقر الأسود 2001 وهالك 2003 وطروادة 2004 وميونخ (فيلم) 2005 وستار تريك (فيلم) 2009.
انضم بانا عاشق السيارات إلى العديد من السباقات في أستراليا مع أول سيارة اكس بى فالكون كوبيه عام 1974 .تعرض في تاريخ 21 أبريل 2007 لحادثه. نجا بانا ومساعد السائق من اصابات الحادثة. في عام 2009 وجه بانا وثيقة باسم الحب الوحشى التي يرويها فالكون كوبية سيارة اكس بى 1974 لمدة 25 عاما

## قصة حياته

### طفولته، شبابه وعائلته

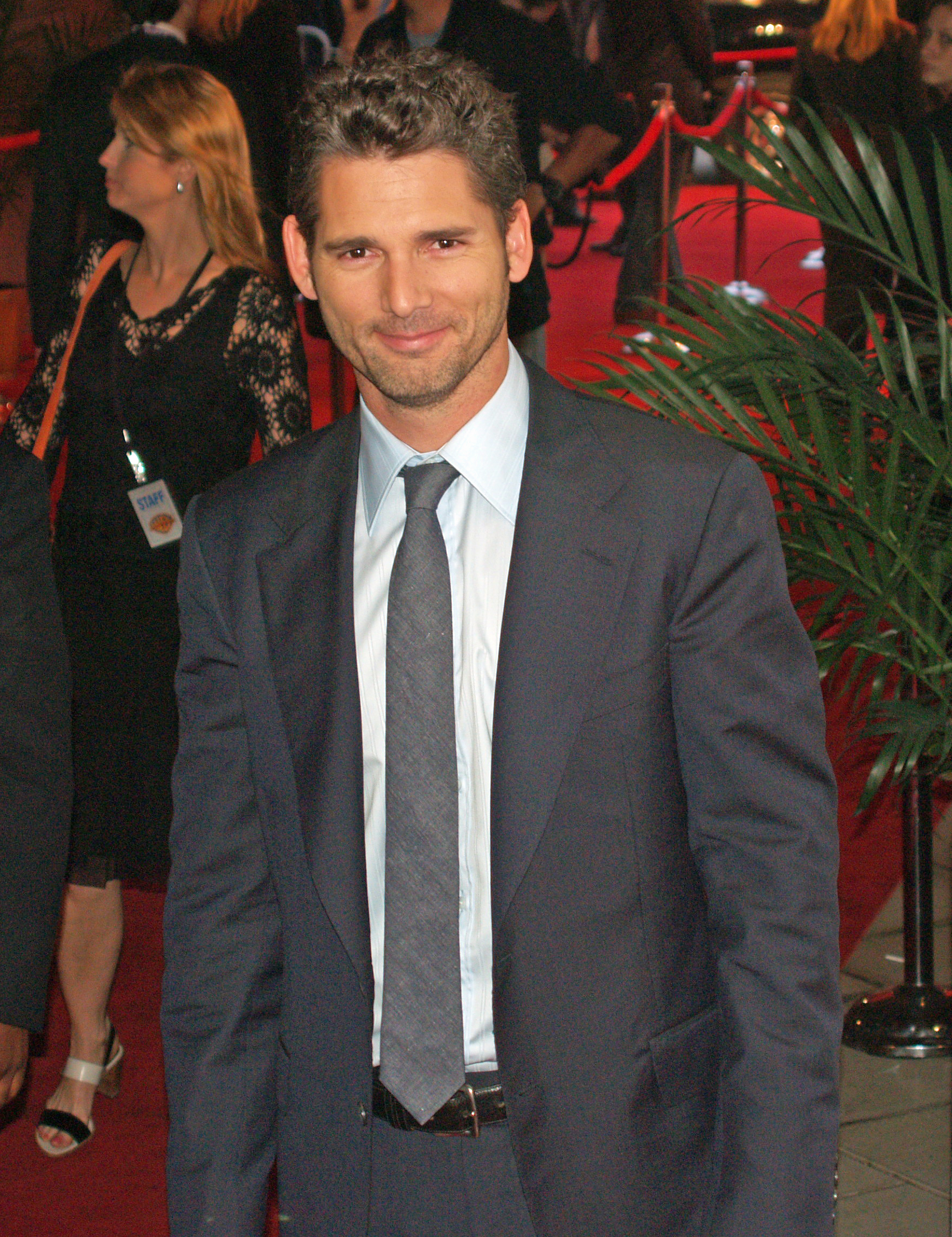

ايرك بانا ممثل استرالى من مواليد 19 أغسطس 1968 في ملبورن أستراليا، هو الأخ الاصغر بين ولدين في العائلة. والده من اصل كروات ويعمل مدير الخدمات اللوجستية في شركة كاتربيلر انج والدته من اصل ألمان وتدعى اليانور وكانت تعمل كمصففه شعر. نشأ بانا في مدينة تولمارينا التي توجد بالقرب من مطار منطقة بانليو في غرب المدينة والتي توجد في ملبورن.
تظهر مهارة بانا التمثيلية في عمر صغير عندما كان يستطيع أن يقلد افراد العائلة في سن السادسة والسابعة. بدا اولا بتقليد سير جده من تعابير وجهه وصوته. أثناء المدرسة لفت انتباة معلمينه بتقليدهم. وقرر أثناء شبابه ان يصبح ممثلا بعد مشاهدته لفيلم باسم ماكس المجنون 1979 الذي مثله ميل غيبسون. لم يفكر بجديه في هذة المسئلة حتى بدا بتمثيل مشهد في فندق القلعة في ملبورن. بدأ بانا حوار عام هنا مفكرا ان الكوميديا الحديثة تكفيه لكسب المال.

### عام 1993 - 1997
بدا بانا عام 1993 بمشهد برنامج منتصف ليل لسيتف فيزارد في ليله حياة. حين اعجبوا صناع السنيما باداء بانا. بدا بتقديم وكتابه مشهد باسم (فول فرونتا) وهو مشهد كوميدى يتكون من رسومات. كتب على مدار اربع سنوات من تقديم البرنامج حكاية تعتمد على افراد عائلته وشئونه الخاصة. جعل تقليد بانا لكولومبو وأرنولد شوارزنيجرو سيلفستر ستالون وتوم كروز له شعبية كبيرة بين مشاهدى البرنامج. هؤلاء جعلو لايريك رؤية تليفزيونية خاصة به إلى عام 1996. عندما فتح المشهد طريقه إلى الاحداث اليومية ادى إلى بدايه (ايرك بانا شو). كتب بانا سيناريو مسلسل. على الرغم من المواضيع المهمة والهجائية إلى أن تم ازالة الإعلان بسبب التقيمات المنخفضة بعد الحلقة الثامنة التي لم تنال اعجاب المشاهدين. بالرغم من هذا اخد جائزة أكثر شخصية كوميدية شيوعا في جوائز لوجى مع العمل في هذا البرنامج. في نفس العام كان يجب هدم منازل من اجل إنشاء مطار جديد في ملبورن فاخد بانا دور لشخصيه جان بيتروبولوس المحاسب الذي يحب كجيكبوس التي اخذت دور ثانوى كوميدى في فيلم القلعة التي تحكى قصه عائلة مقاومة لهذا الهدم. حصل الفيلم على نجاح غير متوقع وفاز ب 10,326,428 دولار استرالى في أستراليا.

### عام 1997 - 2005

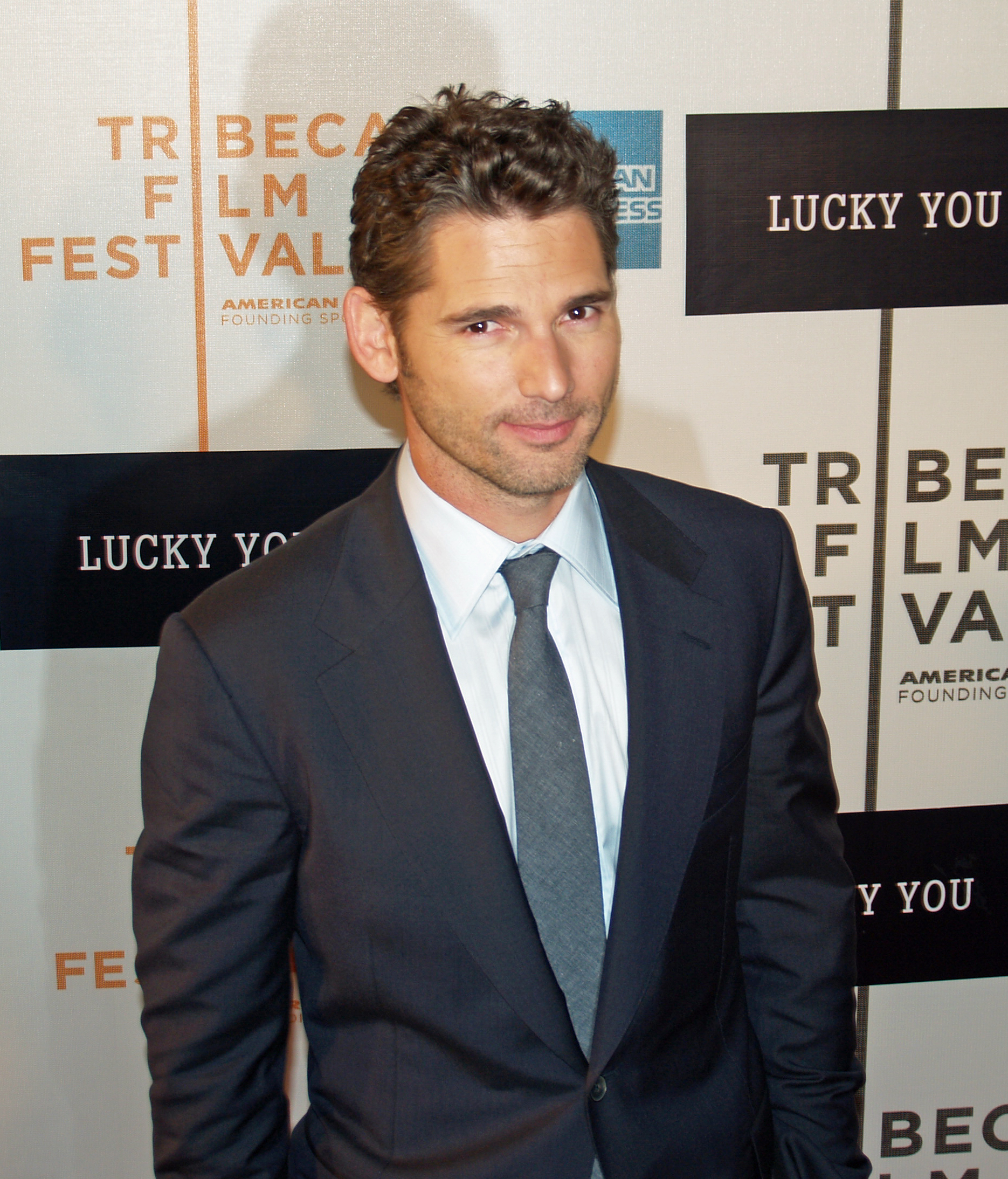

في عام 1997 بالرغم من عدم خبرته في الادوار الدرامية الا انه بدا ان يمثل دور اندرو دومينيك في فيلم باسم الجزار. ابهج المجرم الاسترالى في هذا الفيلم قارئ قصه الجزار. بالرغم من العمل خمس سنوات على مشروع الدومينيكان الا انه لم يستطيع ايجاد ممثل يحيى القارئ. بعد ذلك أخذ ايرك بانا دورا يمثل في التليفزيون. وافق بانا على أن يتناول الطعام ويزداد في الوزن على مدار اربع اسابيع وحلق شعرة من اجل تمثيل دوره. بالاضافه إلى ذلك قام بعمل حوار مع القارئ الحقيقى وقد وشم على جسدة. بالرغم من العمر المحدد لاداء الفيلم فان اداء بانا جعله ياخد اراء ايجابيه في أستراليا وخارجها. كتب روجر إيبرت الناقد السنيمائي أمريكيونلاداء بانا قائلا"انا اعتقد أن ايرك بانا الكوميدى سيكون نجم كبير في المستقبل وهذا الاداء يجعله ان يصبح ممثلا في اقل وقت.فهو يمتلك القدرة التي لا يمكن لاى مدرسه تمثيل ان تدرسله وانكم لا يمكنكم صرف النظر عنه". نجح فيلم الجزار في أستراليا ماليا ونقديا. بينما رشح كأفضل فيلم في جوائز معهد السنيما الاسترالى عام 2001 ونال بانا جائزة أفضل ممثل شاب. في عام 2001 اضاف المخرج ريدلي سكوت بانا إلى فريق العمل في الفيلم الجديد سقوط الصقر الأسود. سكوت الذي اعجب كثيرا ببانا في فيلم الجزار عقد عقدا معه دون اجتيازة الاختبارات. صور بانا أول الرقيب نورم جيبسون حوت التي تسعى لعدم اكمال مهمته في مقديشو. فقد الممثل وزنه الذي ذادة في فيلم الجزار قبل إذاعة الفيلم وحالول السمنة. تدرب مشعلى (قوة الدلتا) على اطلاق النار من فورت براج. استقبل النقد الايجابى للفيلم في أول اسبوع لعرض الفيلم في الولايات المتحدة الأمريكية. اجتاز أول صف في قائمة البوكس اوفيس وحمى القيادة لتلاته شهور.
كان مشروع بانا بعد ذلك هو فيلم استرالى منخفض الميزانية باسم الكتلة 2002. شخص هذا الفيلم الكوميدى مواطنا بالطبقة العاملة. اخد دورا في هذا الفيلم ليتذكر طفولته. عرض عليه بعد فيلم الكتلة تصوير بروجا بانير في فيلم مشابه لروايه هزليه مشهورة باسم الهيكل غير المتوقع. وافق بانا على العرض من اجل العمل مع أنغ لي الذي احب فيلم عاصفة الثلج دون استكمال السيناريو. وبالتالى أصبح الممثل الاسترالى الثاني الذي اخد لقب البطل العظيم بعد الممثل هيوجا كمان الذي مثل دور في أفلام إكس مان. قال بانا ان سبب قبول الدور هو رغبه (الدراما لديها امكانيات) و (انغ لى) بسحب فيلم البطل العظيم استثنائيا.وبالاضافه إلى ذلك اوضح بانا ان اللاعبين يحبون سام اليوت ونيك نولتي ولديه حب شديد للمشاركة في الفيلم معهم. فيلم الهيكل لم يحقق النجاح المتوقع من حيث الارادات والنقد، لكن تمثيل ايرك بانا نال الإعجاب. رشح بانا أفلام الخيال العلمى والرعب في جوائز الاوسكار. أثناء العرض السنيمائي تعرض للنقد بسبب البطئ والمنهج السنيمائي للمخرج انغ لى. اكد ايرك بانا على هذة التعليقات بتصريحات مبررة حسنة النية ومعاملته بسبب الماساة اليونانية الزائدة على تكيف الرواية الهزليه التي تهدف إلى كسب المال في مجموعة لى. قام الممثل في نفس العام بتقليد صوت صغير في فيلم الرسوم المتحركة باسم العثور على سمكه نيمو.
عام 2004 مثل بانا مع براد بيت في طروادة (فيلم) وهو فيلم ذو تكلفه عالية. لعب بانا في الفيلم دور الأمير هيكتور اما آخيل الذي حارب ضد الطرواديين لعب دور براد بيت. بانا الذي افق على عرض المخرج فولفغانغ بيترسن علم أن براد بيت معجب بفيلم الجزار. قبل هذا الفيلم بانا لم يركب الخيل ابدا وعلم أنه يركب الخيل بادئا من الصفر، بالاضافه إلى ذلك تدرب على الدفاع عن نفسه والزيادة في الوزن بسبب دوره. إذا ربح الفيلم في أمريكا الشمالية 364 مليون دولار فا من الممكن ان يربح 133 دولار أمريكي خارج الولايات المتحدة.

### من عام 2005 حتى الآن

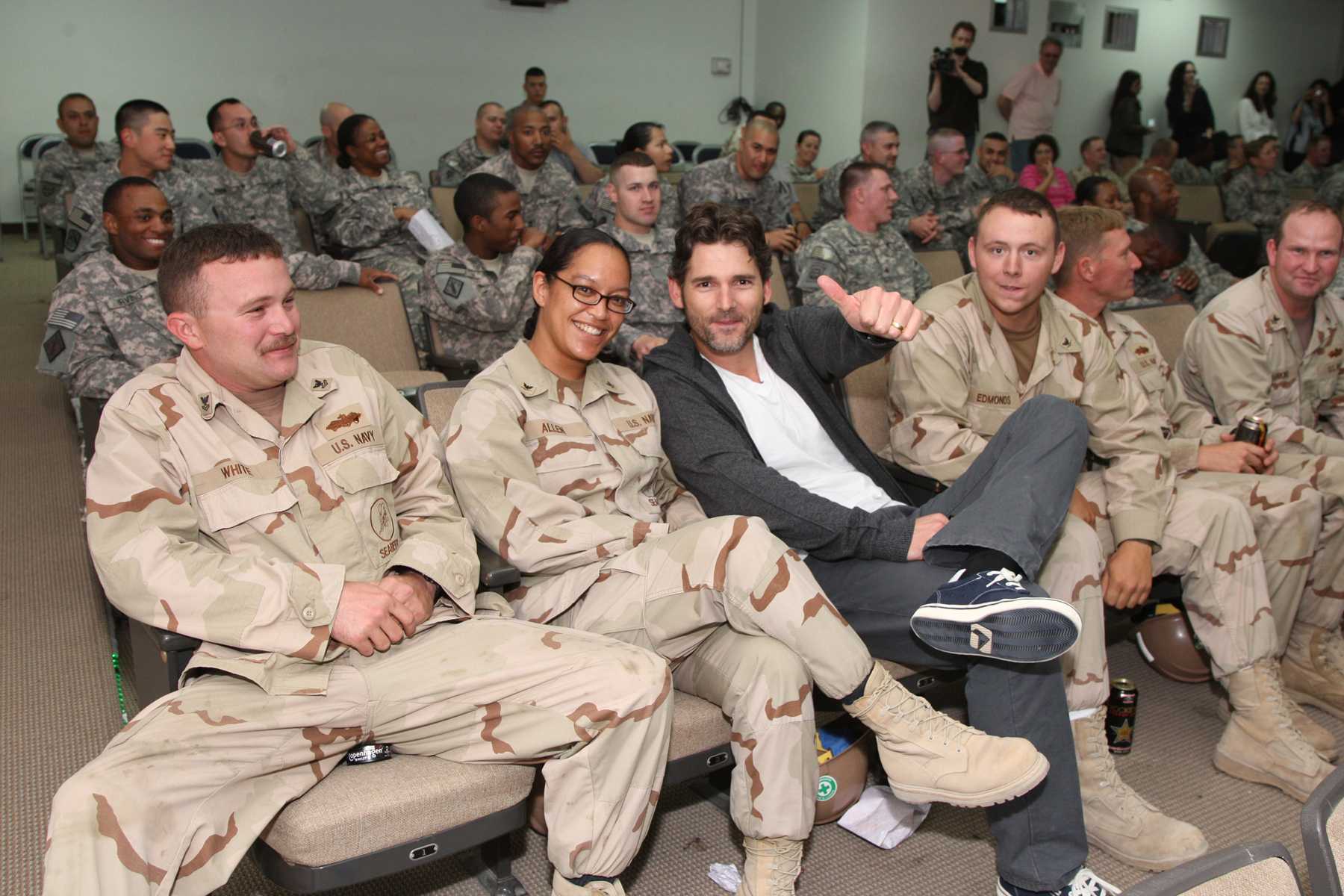

بدا تشكيك النقاد من حيث الثقل في أفلام بانا ذو الميزانية الكبيرة عقب فشل فيلم الهيكل تجاريا وعدم امكانيه الوصول إلى الارادات المتوقعة لفيلم طروادة في الولايات المتحدة الأمريكية. عام 2005 أخذ ستيفن سبيلبرغ المنتج التنفيذى والمخرج في فيلم ميونخ (فيلم) أخذ دور وكيل الذي انتقم من الرياضيين الإسرائيليين الذين قتلوا في ألعاب أولمبية صيفية 1972. تحدث الشخص الذي اظهر بانا من اجل شخصيه (افنيز كوفمان) قائلا"يوجد في مقدمه فيلم افنيز اختلاف كبير. امتلاء غضبا بسبب الاحداث المعاشة في فيلم ميونخ. اقسم على أن ينتقم من الفلسطينيين لانه يحب بلدة كثيرا. بسبب غضبه الكبير شعر بصعوبة المهمة. يعرف ان مراحل كيفية تحقيق هذا العمل سريعة جدا. في البداية هناك نهج يستوجب عمل يتم انجازه، لكن عقب ذلك يتطور تطورا ملحوظا ويقوى افينز تدريجيا. عندما وجدوا أعضاء مجموعة أخرى حلول أسهل فعلوا العكس تماما. هواده مع الفلسطينيين اضر تعامله. لكن عندما حدث تغير في نهاية الفيلم مباشرة شهدنا تعب هذه الرحلة التي خرجت ". أثناء هذا الفيلم ظهر ترشح بانا إلى جائزة أفضل ممثل استرالى. لاقى فيلم ميونخ العديد من الملاحظات الايجابية. ونجح من حيث الارادات. تم الحصول على خمس ترشيحات جائزة الأوسكار. لكن اندلعت العديد من المناقشات. لم تكن أهمية الفيلم بالنسبة لهم لمكافحه الإرهاب لكن هو ادعاء لاضراب مدافعى ى الإرهاب.
عام 2006 قد استدعت أكاديمية فنون وعلوم الصور المتحركة ايرك بانا. مثل بانا قبل فيلم ميونخ عمل باسم أنت محظوظ لكن استطاع عرضه عام 2007. يصف الفيلم انضمام هاك شيفر لاعب البوكر المحترف إلى مباراة نظمت في لاس فيغاس من اجل هزيمة منافسيه الذين سببو له مشاكل شخصية. اما فلمه الدرامى الاسترالى عقب ذلك كان (والدى) و (رومولوس) الذي كتب من تجربة (ريمون جيته) الشخصية من كتاب باسم والدى. واجه العمل العديد من النقد الايجابى. نال ايرك بانا جائزة (EFL) كا ثاني أفضل ممثل. أخذ بانا بعد ذلك دور البطولة مع سكارليت جوهانسون وناتالي بورتمان في فيلم باسم فتاة بولين الأخرى المقتبس من كتاب يعتمد احداثه على احداث حقيقية معاشة في التاريخ باسم فتاة بولين الأخرى. شارك بانا الذي مثل ادوار لشخصيات مثل رجل شرير باسم نيرو في فيلم ستار تريك الذي اخرجه جاي جاي أبرامز وشخصيه هينرى الكسول في فيلم زواج عبر الزمن شارك بدور رئيسى مع آدم ساندلر وسيث روغن في عمل باسم أشخاص ظرفاء (فيلم) وكان من إخراج جاد أباتاو. وعرض عمل باسم ماري وماكس (فيلم) وكان بصوت بانا بتاريخ 9 ابريل 2009.

### مشاريع لم تكتمل
رفض ايرك بانا تمثيل دور في فيلم الكتلة لان تم تكليفه لتمثيل شخصيه زاندر كيدج في فيلم وكيل الجيل القادم علم 2002 .حصل بانا على دور لتمثيله بين جيمس بوند المرشحين ومواطن هيو جاكمان قبل انتخابه لدور دانيال كريغ.
لعب دور قبل ذلك باسم جود لو في فيلم جبل الثلج (فيلم). فقد بانا الذي كان في جدول أعماله تمثيل دور سوبرمان فقد دورا بسبب فيلم هالك الذي كان سوف ياخذ فيه شخصية بطل ثان. لو بانا عام 2007 قال انه سوف يمثل مع كيفين بيكن وجون هرت في فيلم البوصلة الذهبية (فيلم) فانه كان لم ياخذ دورا مثل ممثلين اخرين في هذا الفيلم. وقع الممثل الذي أخذ دور بروس بانر في فيلم هالك عام 2003 وقع للفيلم الثاني وترك أيضا إدوارد نورتون في فيلم هولك الخارق (فيلم) الذي عرض عام 2008 بسبب العجز المتوقع في ارادات شباك التذاكر لفيلم أنغ لي. لكن لو حقق الفيلم الذي اخرجه لويس ليترير ايرادت تقترب من 20 مليون دولار لحقق الفيلم الآخر نفس الربح بسبب تكلفة التذكرة العالية. لو اعتقد أن بانا وتوم كروز الابطال في فيلم 3:10 إلى يوما (فيلم 2007) كان لعب دور راسل كرو وكريستيان بيل في الفيلم.

## حياته الخاصة

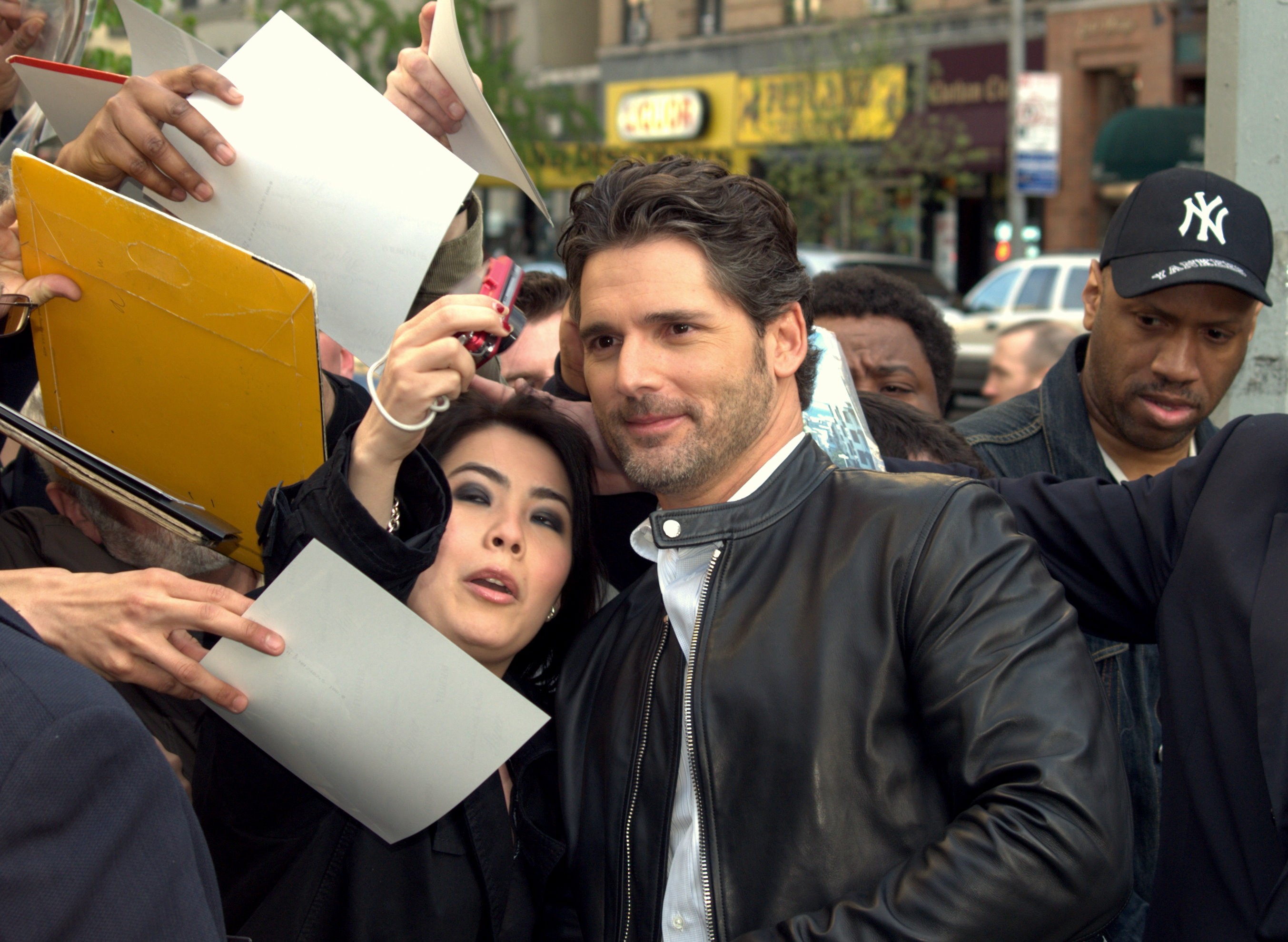

في العام 1995 وعندما كان يعمل في مسلسله الكوميدي المشهور \فوول فرونتال بدأ بمواعدة ربيكا جليسون التي تعمل في إحدى المحطات التلفزيونية الشهيرة في أستراليا وهي ابنة لرئيس قضاة أستراليا موراى جليسون ثم تزوج منها في عام 1997 .بعد زواجه انجب طفلين الأول اسمه كلاوس ولد عام 1998 والثانية اسمها صوفيا ولد عام 2001 .ومنذ ولادة اولاده قرر ايرك تقنين أعماله لفيلم واحد في العام من اجل قضاء معظم وقته مع اسرته في مدينتهم ملبورن. اشترك ايرك في العديد من مسابقات سباق السيارات في أستراليا. ولشدة حبه للسيارات وهو في سن الرابعة عشر قرر ان يترك المدرسة ليركز على تعلم ميكانيك السيارات ولكن والده منعه واقنعه باكمال الدراسة وان لا يحول هوايته إلى مهنة. بينما كان عمره 15 عام كانت أول سيارة له فورد فالكون 1973 اكس بى الذي اشترالها مقابل ايجار 1100دولار استرالى. التحق لمسابقة سيارات في تازمانيا عام 1996. عام 2004 أخذ ايرك بانا 944 بورش للمسابقه في أستراليا. كما فعل في نوفمبر 2004 درجه أفضل شخصيه مع 500 سانداون. اصطدم بانا بسيارة فالكون 1974 اكس بى في تسمانيا راليسي في 21 أبريل 2007 . لكن لم يصاب بانا ولا السائق. ايرك بانا مشجع قوى لكرة القدم الأسترالية. حبه للرياضة بدا منذ شبابه عندما اصطحبه والده لمشاهدة مباريات فريق اسكيلدا وهو فريقه المفضل. يكرة بانا السلاح. احتل مركز 61 في مسح «نجم فيلم ال 100 الأكثر اثارة» الذي نظم مجلة فيلم الإمبراطورية عام 2001.

### أعماله الخاصة
كان بانا عضوا في رابطة زمالة الامراض العقلية. في عام 2004 شارك في توزيع لافتات الدعاية للجماعة. كما شارك في اعلانات مؤسسه الطفولة الأسترالية ومعهد متبرعى نخاع العظام. منذ عام 1995 شارك في مجموعه السائقسن الذين يرسلون الألعاب والمال إلى الأطفال في رئس السنة. عام 2005 شارك بانا في عمل وثائقى كراوى باسم ارهاب تسمانيا بخصوص الصيادين الذين يبحثون عن شياطين تسمانيا الذي لم يكن له أي وثيقة. استمرت يعمل لجمعيه تمنع القسوة للحيوانات في مجتمع ملكى الذي يحاول وقف تعذيب الحيوانات. فتحوا معجبين بانا موقعا باللغة الإنجليزية للمعجبين في تاريخ 23 ديسمبر عام 2004

## فيلموغرافيا
| العام     | العمل             | الدور                         | إضافات أخرى         |
| --------- | ----------------- | ----------------------------- | ------------------- |
| 1993-1996 | أمامى كامل        |                               | مسلسل تلفزيونى      |
| 1997      | برنامج إيرك بانا  |                               | مسلسل تلفزيونى      |
| 1997      | القلعة            | كون بيتروبولوس                |                     |
| 2000      | الجزار            | المروحية المقروئه             | جائزة أفضل ممثل     |
| 2000      | شئ في الهواء      | جو ساباتيني                   | مسلسل تلفزيوني      |
| 2001      | سقوط الصقر الأسود | رقيب أول صنف نورم 'الحوت'هوتن |                     |
| 2002      | كتلة صلبة         | لوتو                          |                     |
| 2003      | العثور على نيمو   | مرساة                         | غناء                |
| 2003      | هالك              | بروس بانر                     |                     |
| 2004      | طرودة             | هكتور                         |                     |
| 2005      | ميونخ             | افنر                          |                     |
| 2006      | والدى، رومولوس    | رومولوس                       |                     |
| 2007      | أنت محظوظ         | هوك شفير                      |                     |
| 2008      | امرءة بولين       | الملك هنري الثامن             |                     |
| 2009      | ستار تريك         | نيرو                          |                     |
| 2009      | أفضل حب           | نفسه                          | بالإضافة إلى المخرج |
| 2009      | مارى وماكس        | داميان                        | غناء                |
| 2009      | زوجة وقت مسافر    | هنري ديتامبل                  |                     |
| 2009      | شعب مضحك          | كلارك                         |                     |
| 2011      | حنا               | إيرك هيلر                     |                     |
| 2012      | ديدفال            | أديسون                        |                     |
| 2013      | الدائرة المغلقة   | مارتن روز                     |                     |
| 2013      | وحيد الناجى       | إيرك اس كريستنسن              |                     |
| 2014      | نجا من الشرير     | رالف سارشي                    |                     |

## جوائزه
| العام | المنظمة                                                  | الجائزة                      | العمل                 | النتيجة |
| ----- | -------------------------------------------------------- | ---------------------------- | --------------------- | ------- |
| 1997  | جوائز لوجي                                               | أفضل كومديان ذو شهرة         | برنامج إيرك بانا      | نجح     |
| 2000  | جوائز معهد السنيما الأسترالي                             | أفضل ممثل                    | الجزار                | نجح     |
| 2000  | جوائز IF                                                 | أفضل ممثل                    | الجزار                | نجح     |
| 2001  | جوائز جمعية النقد السنمائي الأسترالي                     | أفضل ممثل                    | الجزار                | نجح     |
| 2002  | جوائز جمعية نقاد شيكاغو السنيمائية                       | أفضل اداء                    |                       | لم ينجح |
| 2002  | جوائز جمعية نقاد سنيما فينيكس                            | أفضل فريق عمل                | سقوط الصقر الأسود     | لم ينجح |
| 2003  | جوائز الأوسكار لأفلام الخيال العلمي والخيال وأفلام الرعب | الوجوه المستقبلية لسنيماسكوب | هالك                  | لم ينجح |
| 2005  | جوائز فيلم MTV                                           | أفضل مشهد اكشن               | [[طروادة (فيلم)]]     | لم ينجح |
| 2006  | جوائز معهد الفيلم الأسترالي العالمي                      | أفضل ممثل                    | [[ميونخ]]             | لم ينجح |
| 2007  | جوائز اختيار القراء للاخبار المحدودة                     | أفضل ممثل                    | والدى,رومولوس         | نجح     |
| 2007  | جوائز معهد السنيما الأسترالي                             | أفضل ممثل                    | والدي، رومولوس        | نجح     |
| 2007  | جوائز معهد الفيلم الأسترالي العالمي                      | أفضل ممثل                    | أنت محظوظ             | لم ينجح |
| 2008  | جوائز جمعية نقاد السنيما الأسترالية                      | أفضل ممثل                    | والدى، رومولوس        | لم ينجح |
| 2008  | جوائز معهد السنيما العالمي                               | أفضل ممثل                    | [[فتاة بولين الأخرى]] | لم ينجح |

## روابط خارجية
- إريك بانا على موقع IMDb (الإنجليزية)
- إريك بانا على موقع ميتاكريتيك (الإنجليزية)
- إريك بانا على موقع روتن توميتوز (الإنجليزية)
- إريك بانا على موقع مونزينجر (الألمانية)
- إريك بانا على موقع قاعدة بيانات الأفلام العربية
- إريك بانا على موقع ألو سيني (الفرنسية)
- إريك بانا على موقع ميوزك برينز (الإنجليزية)
- إريك بانا على موقع تيرنر كلاسيك موفيز (الإنجليزية)
- إريك بانا على موقع أول موفي (الإنجليزية)
- إريك بانا على موقع بوكس أوفيس موجو (الإنجليزية)